# Bernardo III di Sassonia-Lauenburg
Bernardo III di Sassonia-Lauenburg (Ratzeburg, 1385/1392 – Ratzeburg, 16 luglio 1463) è stato Duca di Sassonia-Lauenburg.

## Biografia
Bernardo III era figlio del duca Eric IV di Sassonia-Lauenburg e di Sofia di Brunswick-Wolfenbüttel (1358 – c. 28 maggio 1416), figlia del duca Magnus II di Brunswick-Lüneburg. Nel 1436 Bernardo succedette al fratello maggiore Eric V come duca di Sassonia-Lauenburg.

## Matrimonio e figli
Nel 1428 Bernardo sposò Adelaide di Pomerania-Stolp (1410 – dopo il 1445), figlia del duca Bogislavo VIII di Pomerania. La coppia ebbe due figli:
- Sofia (1428 – 1473), sposò Gerardo di Jülich-Berg (1416/1417 – 1475);
- Giovanni V (1439 – 1507).

## Ascendenza
|                                             |                                             |                                                                     | Genitori                                        |  |  | Nonni |  |  | Bisnonni                              |  |  | Trisnonni                                |  |
|                                             |                                             |                                                                     |                                                 |  |  |       |  |  | Eric I, II duca di Sassonia-Lauenburg |  |  | Giovanni I, I duca di Sassonia-Lauenburg |  |
|                                             |                                             |                                                                     |                                                 |  |  |       |  |  | Eric I, II duca di Sassonia-Lauenburg |  |  | Giovanni I, I duca di Sassonia-Lauenburg |  |
|                                             |                                             | Ingeborg Birgersdotter                                              |                                                 |  |  |       |  |  | Eric I, II duca di Sassonia-Lauenburg |  |  |                                          |  |
| Eric II, III duca di Sassonia-Lauenburg     |                                             |                                                                     |                                                 |  |  |       |  |  | Eric I, II duca di Sassonia-Lauenburg |  |  |                                          |  |
|                                             |                                             | Elisabetta di Pomerania                                             | Boghislao IV, I duca di Pomerania-Wolgast       |  |  |       |  |  |                                       |  |  |                                          |  |
|                                             |                                             | Elisabetta di Pomerania                                             | Boghislao IV, I duca di Pomerania-Wolgast       |  |  |       |  |  |                                       |  |  |                                          |  |
|                                             |                                             | Elisabetta di Pomerania                                             | Margherita di Rügen                             |  |  |       |  |  |                                       |  |  |                                          |  |
| Eric IV, IV duca di Sassonia-Lauenburg      |                                             | Elisabetta di Pomerania                                             |                                                 |  |  |       |  |  |                                       |  |  |                                          |  |
|                                             |                                             | Giovanni III, III conte di Holstein-Plön e V conte di Holstein-Kiel | Gerardo II, I conte di Holstein-Plön            |  |  |       |  |  |                                       |  |  |                                          |  |
|                                             |                                             | Giovanni III, III conte di Holstein-Plön e V conte di Holstein-Kiel | Gerardo II, I conte di Holstein-Plön            |  |  |       |  |  |                                       |  |  |                                          |  |
|                                             |                                             | Giovanni III, III conte di Holstein-Plön e V conte di Holstein-Kiel | Agnese di Brandeburgo                           |  |  |       |  |  |                                       |  |  |                                          |  |
| Agnese di Holstein-Kiel                     |                                             | Giovanni III, III conte di Holstein-Plön e V conte di Holstein-Kiel |                                                 |  |  |       |  |  |                                       |  |  |                                          |  |
|                                             |                                             | Caterina di Głogów                                                  | Enrico III, II duca di Głogów                   |  |  |       |  |  |                                       |  |  |                                          |  |
|                                             |                                             | Caterina di Głogów                                                  | Enrico III, II duca di Głogów                   |  |  |       |  |  |                                       |  |  |                                          |  |
|                                             |                                             | Caterina di Głogów                                                  | Matilde di Brunswick-Lüneburg                   |  |  |       |  |  |                                       |  |  |                                          |  |
| Bernardo III, VI duca di Sassonia-Lauenburg |                                             | Caterina di Głogów                                                  |                                                 |  |  |       |  |  |                                       |  |  |                                          |  |
|                                             | Magnus I, IV duca di Brunswick-Wolfenbüttel | Alberto II, III duca di Brunswick-Wolfenbüttel                      |                                                 |  |  |       |  |  |                                       |  |  |                                          |  |
|                                             | Magnus I, IV duca di Brunswick-Wolfenbüttel | Alberto II, III duca di Brunswick-Wolfenbüttel                      |                                                 |  |  |       |  |  |                                       |  |  |                                          |  |
|                                             | Magnus I, IV duca di Brunswick-Wolfenbüttel | Rixa di Werle                                                       |                                                 |  |  |       |  |  |                                       |  |  |                                          |  |
| Magnus II, V duca di Brunswick-Wolfenbüttel | Magnus I, IV duca di Brunswick-Wolfenbüttel |                                                                     |                                                 |  |  |       |  |  |                                       |  |  |                                          |  |
|                                             |                                             | Sofia di Brandenburgo-Landsberg                                     | Enrico I, I margravio di Brandenburgo-Landsberg |  |  |       |  |  |                                       |  |  |                                          |  |
|                                             |                                             | Sofia di Brandenburgo-Landsberg                                     | Enrico I, I margravio di Brandenburgo-Landsberg |  |  |       |  |  |                                       |  |  |                                          |  |
|                                             |                                             | Sofia di Brandenburgo-Landsberg                                     | Agnese di Baviera                               |  |  |       |  |  |                                       |  |  |                                          |  |
| Sofia di Brunswick-Wolfenbüttel             |                                             | Sofia di Brandenburgo-Landsberg                                     |                                                 |  |  |       |  |  |                                       |  |  |                                          |  |
|                                             |                                             | Bernardo III, IV principe di Anhalt-Bernburg                        | Bernardo II, II principe di Anhalt-Bernburg     |  |  |       |  |  |                                       |  |  |                                          |  |
|                                             |                                             | Bernardo III, IV principe di Anhalt-Bernburg                        | Bernardo II, II principe di Anhalt-Bernburg     |  |  |       |  |  |                                       |  |  |                                          |  |
|                                             |                                             | Bernardo III, IV principe di Anhalt-Bernburg                        | Elena di Rügen                                  |  |  |       |  |  |                                       |  |  |                                          |  |
| Caterina di Anhalt-Bernburg                 |                                             | Bernardo III, IV principe di Anhalt-Bernburg                        |                                                 |  |  |       |  |  |                                       |  |  |                                          |  |
|                                             |                                             | Agnese di Sassonia                                                  | Rodolfo I, I principe elettore di Sassonia      |  |  |       |  |  |                                       |  |  |                                          |  |
|                                             |                                             | Agnese di Sassonia                                                  | Rodolfo I, I principe elettore di Sassonia      |  |  |       |  |  |                                       |  |  |                                          |  |
|                                             |                                             | Agnese di Sassonia                                                  | Giuditta di Brandeburgo                         |  |  |       |  |  |                                       |  |  |                                          |  |
|                                             |                                             | Agnese di Sassonia                                                  |                                                 |  |  |       |  |  |                                       |  |  |                                          |  |